# Загар'є (Кічменгсько-Городецький район)
Зага́р'є (рос. Загарье) — присілок у складі Кічменгсько-Городецького району Вологодської області, Росія. Входить до складу Городецького сільського поселення.

## Населення
Населення — 46 осіб (2010; 59 у 2002).
Національний склад (станом на 2002 рік):
- росіяни — 98 %